# San Cristóbal de Cuéllar (kommunhuvudort)
San Cristóbal de Cuéllar är en kommunhuvudort i Spanien.   Den ligger i provinsen Provincia de Segovia och regionen Kastilien och Leon, i den centrala delen av landet, 120 km nordväst om huvudstaden Madrid. San Cristóbal de Cuéllar ligger 809 meter över havet och antalet invånare är 201.
Terrängen runt San Cristóbal de Cuéllar är huvudsakligen platt, men västerut är den kuperad. Runt San Cristóbal de Cuéllar är det ganska glesbefolkat, med 38 invånare per kvadratkilometer. Närmaste större samhälle är Cuéllar, 7,5 km öster om San Cristóbal de Cuéllar. Trakten runt San Cristóbal de Cuéllar består till största delen av jordbruksmark.